# Laminacauda defoei
Laminacauda defoei là một loài nhện trong họ Linyphiidae.
Loài này thuộc chi Laminacauda. Laminacauda defoei được Frederick Octavius Pickard-Cambridge miêu tả năm 1899.